# Carl von Stockheim
Carl von Stockheim (* um 1500; † 29. Oktober 1551), aus dem Geschlecht der Herren von Stockheim, war Burgmann und Amtmann in Usingen, heute eine Stadt im Hochtaunuskreis in Hessen.

## Familie
Carl von Stockheim war der Sohn des Vizedom des Rheingaus, Friedrich von Stockheim d. Älteren und der Irmel von Carben. Zusammen mit seinen Brüdern Philipp, Johann und Friedrich von Stockheim d. Jüngeren hatte er das Lehen über das Oberstockheimer Gericht vom Kurfürst von der Pfalz bekommen. Sein Bruder Adolf war Domherr im Dom zu Mainz. Die Schwester Clara war mit Albrecht von Dienheim verheiratet. Carl von Stockheim heiratete, nachdem seine erste Frau 1545 gestorben war, in zweiter Ehe am 29. Juni 1546 in Neuweilnau Anna Kunigunda, die Tochter des Philipp von Büches.

## Leben

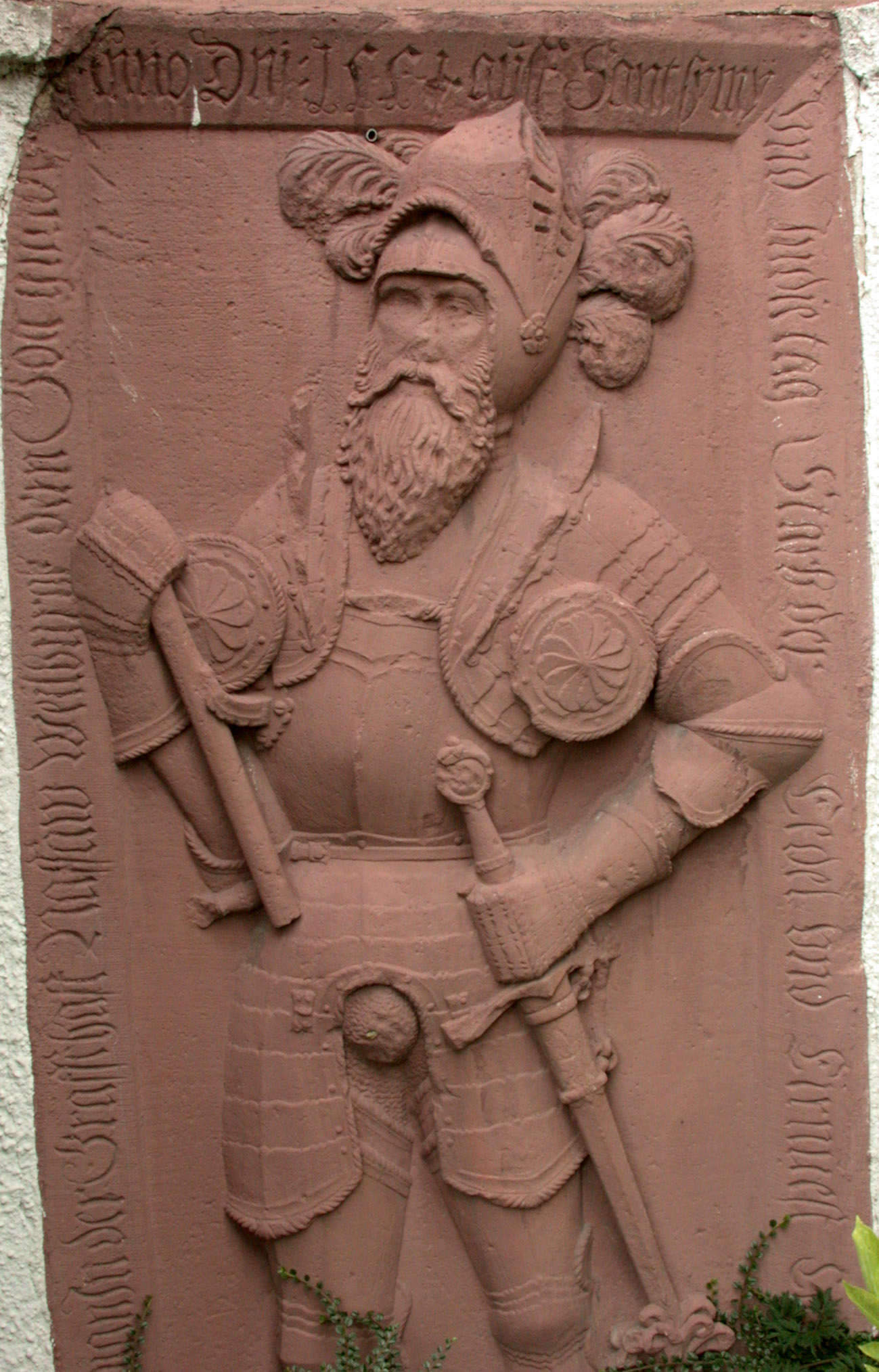
Grabplatte des Carl von Stockheim in der evangelischen Kirche in Usingen

Er wird 1530 erstmals in einer Urkunde genannt. Um 1540 wurde er Burgmann zu Usingen und von 1548 bis 1551 war er Oberamtmann der Grafschaft Nassau-Weilburg in Weilburg. 1548 diente er als Abgesandter des Grafen Philipp III. von Nassau-Weilburg auf dem Reichstag zu Augsburg.

## Grabstein
An der Außenmauer der evangelischen Kirche in Usingen befindet sich heute noch seine Grabplatte. Sie trägt die Inschrift: Anno Dni : 1551. auff Sant symy Und Judietag Starb der Eedel und Eirnuest Carlen von Stockheim Oberamptmann in der Grafschaft Nassau Weilburgk dem Gott gnade.
Carl von Stockheim ist reliefartig in Ritterrüstung dargestellt, zu seinen Füßen befinden sich die Wappen seiner Eltern.